# Cezar Bolliac

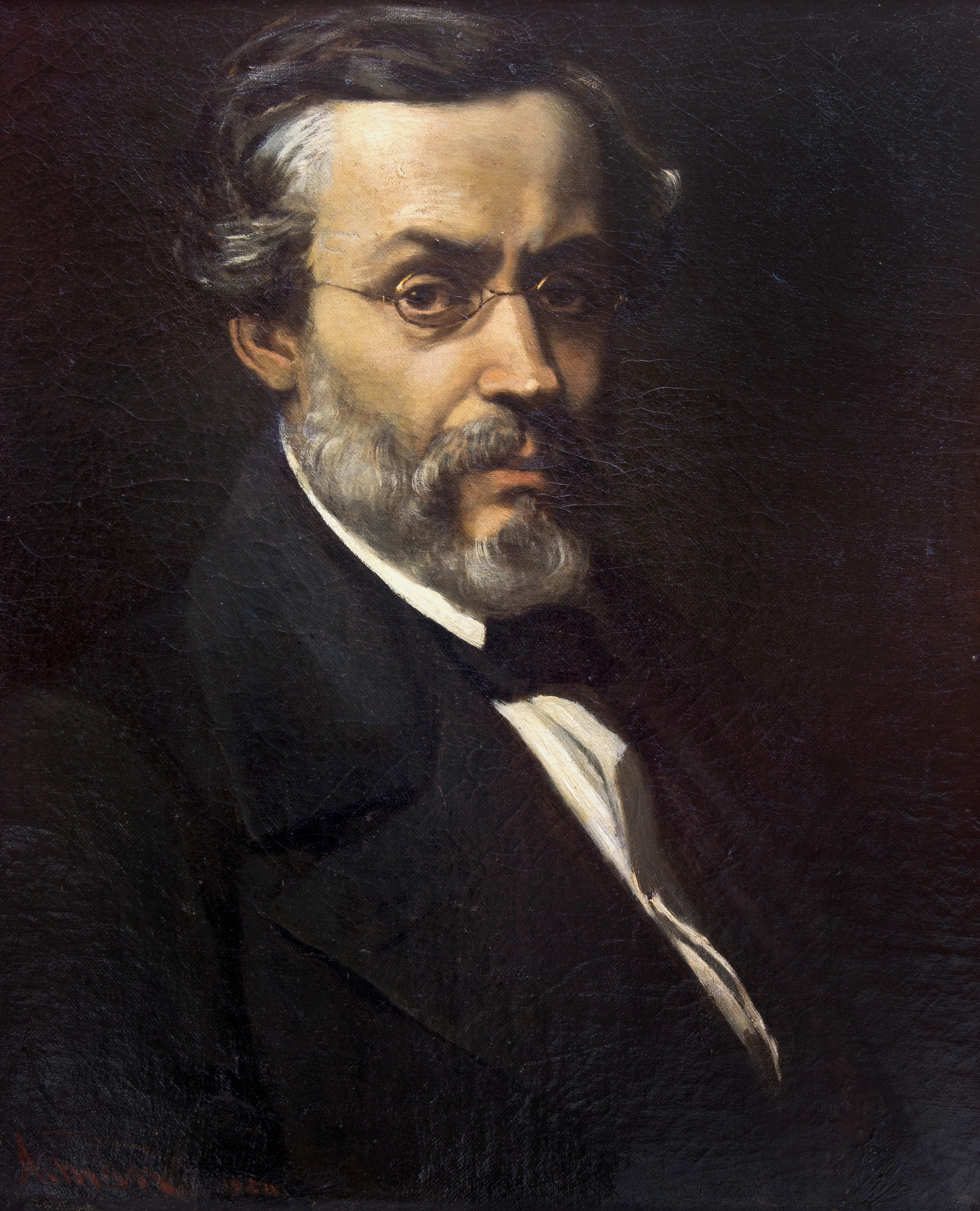
Cezar Bolliac, portret de Th. Aman

Cezar Bolliac sau Cesar Bolliac (n. 23 martie 1813, București – d. 25 februarie 1881, București) a fost unul dintre fruntașii revoluției din 1848, poet liric protestatar, promotor al studiilor arheologice și gazetar român.

## Date biografice
Cezar Bolliac s-a născut la 23 martie 1813 la București în căsătoria dintre doctorul Anton Bogliako (Bogliaco), de origine greco-italiană, și Zinca Kalamogdartis, recăsătorită ulterior cu stolnicul Petrache Peretz, care a avut grijă de creșterea și educarea viitorului poet. După ce a învățat carte în casă cu învățatul dascăl grec Neofit Duca, a fost elev la Colegiul Sfântul Sava, având ca profesor pe I.H. Rădulescu; de altfel, acesta îl va ajuta să publice în ziarele sale, cum făcuse și cu Gr. Alexandrescu.
În anul 1830 se înrolează cu gradul de iuncher în miliția pământeană, având colegi pe Constantin Telegescu și pe Marin Serghiescu Naționalu, viitori fruntași ai revoluției de la 1848. Nu va rămâne mult în armată, pentru că își descoperă veleitățile literare. Mai târziu, la bătrânețe, scriitorul se va auto-caracteriza: "Am lăsat școala pentru armată, am lăsat armata pentru litere, am lăsat literele pentru publicistică".
Din 1833 face parte din Societatea Filarmonică, înființată de Ioan Câmpineanu, I.H. Rădulescu și C. Aristia.
Editează, împreună cu Constantin G. Filipescu, revista Curiosul("gazetă de literatură, industrie, agricultură și noutăți" - București, 1836). Publicația este însă interzisă după numărul patru, în care Bolliac publică "câteva satiri politice care îl aruncară de mai multe ori în închisoare" (I.G. Valentineanu, "Biografia oamenilor mari scrisă de un om mic", Paris, 1859), și își încetează definitiv apariția în ianuarie 1837. Activitatea politică, paralelă cu cea literară, îl fac să fie anchetat și închis cu ocazia conspirației din 1840. În 1841 este surghiunit la schitul Poiana Mărului, de unde avea să fie eliberat în toamna aceluiași an. Între 1840 și 1843 activează în Loja Frăția (înființată la 1843), iar din 1859, în Loja Steaua Dunării, ambele în București.
În 1844 publică în Foaie pentru minte, inimă și literatură articolul Către scriitorii noștri în care îi îndeamnă pe literații români la angajare civică: "A trecut vremea Petrarcilor, domnilor poeți! Veacu cere înaintare, propaganda ideii cei mari, propaganda șarităței cei adevărate și care ne lipsește cu totul. (...) Formați societăți, declarați, scriți, lăudați, satirați, puneți în lucrare toate restorturile intelectuale și morale, și robia cade, căci e căzută pe jumătate, și domneavoastră veți fi binecuvântați de generațiile viitoare ca niște adevărați apostoli ai misiei cerești, ai frăției și ai libertății".
Tot în revista Foaie pentru minte, inimă și literatură apare articolul Poezie (1846) în care accentul se pune pe misiunea poeziei sociale, poetul fiind influențat de ideile programatice ale lui V. Hugo.
Apare volumul Poezii nouă (1847), cu problematică socială (Muncitorul, Sila, Ocna, Carnavalul, Clăcașul) și de natură (O dimineață pe Caraiman, O dimineață pe malul lacului). Volumul este scris în urma ideilor pe care le-a impus poetul în anii din urmă, acesta schimbându-și radical tonalitatea și tematica poeziilor.
Este unul dintre fruntașii revoluției de la 1848, participând la toate acțiunile ei importante: este prezent la citirea proclamației revoluționare; este însărcinat "să ridice tabacii și mărginații și tinerimea din București, să meargă gloată la Palat și să ceară sancționarea Constituțiunii" (Ion Ghica, "Scrisori"); este secretar al guvernului provizoriu, vornic al capitalei, membru în comisia pentru dezrobirea țiganilor.
După înfrângerea revoluționarilor, ia drumul exilului, mai întâi în Ardeal. În primăvara anului 1849 editează la Brașov ziarul politic Espatriatul, care are ca subtitlu "Dreptate, Frăție". În toamna lui 1849 trebuie însă să părăsească Transilvania (deoarece împreună cu Bălcescu i-a susținut pe revoluționarii unguri). Trece prin Constantinopol și ajunge la Paris spre sfârșitul anului 1850. Se stabilește la Paris împreună cu majoritatea revoluționarilor exilați. În 1851 era unul din cei trei membrii ai comitetului Societății studenților români din Paris. În 1857, apare la Paris poemul Domnul Tudor. Episode de la revolution roumaine de 1821 și revista Buciumul, care are mai mult un caracter politic, fără a lipsi literatura.
După 1857, interdicția de a veni în țară îi este ridicată; se întoarce pe la mijlocul verii lui 1857 și este propus candidat de Ilfov al Divanului ad-hoc muntean. Cu acestă ocazie publică în ziarul "Secolul" un fel de program politic rezumat: "De trebuie să mai spui și aici ceea ce crez despre proprietate, ca să astup cu desăvârșire gura calomniei, mărturisesc că am respectat și voi respecta proprietatea în temeiul căreia mă propune candidat de deputat și viu să cer voturile proprietarilor. Mă voi luptat totdeauna pentru întărirea proprietății, precum mă voi lupta și pentru întărirea familiei, ce s-a slăbit, și pentru întărirea religiei, ce se clatină".
În 1858 întreprinde o nouă călătorie arheologică, fiind unul din premergătorii acestei științe în România.
Apare Trompeta Carpaților (1865), continuare a Buciumului, director fiind Cezar Bolliac.
Apare volumul de lirice sociale și protestatare Poezii umanitare (1866). În 1869, face o excursie arheologică, poetul fiind și un pasionat în domeniu.
Cezar Bolliac moare la București în anul 1881.

## Opera
- Operile lui Cezar Boliac. Meditații (1835)
- Din poeziile lui Kesar Boliak (1843)
- Poezii nouă (1847)
- Poezii umanitare (1866)

## În alte limbi
- Válogatott munkái (Opere alese), traducere în limba maghiară de Bajor Andor, Fodor Sándor, Grcda József, Kányádi Sándor, Kászoni Kata, Kiss Jenő, Márki Zoltán, Nadányi Zoltán, Sziky Géza, Székely János, Szilágyi András, Bukarest, 1953.[4]

## Legături externe
- Poezii Arhivat în 3 martie 2016, la Wayback Machine.
- Monografie despre Cezar Boliac